# Eugenia sparsa
Eugenia sparsa är en myrtenväxtart som beskrevs av Spencer Le Marchant Moore. Eugenia sparsa ingår i släktet Eugenia och familjen myrtenväxter. Inga underarter finns listade i Catalogue of Life.